# Saint-Laurent-des-Autels
Pour les articles homonymes, voir Saint-Laurent.
Saint-Laurent-des-Autels est une ancienne commune française située dans le département de Maine-et-Loire, en région Pays de la Loire, devenue le 15 décembre 2015 une commune déléguée au sein de la commune nouvelle d'Orée d'Anjou.

## Géographie
Saint-Laurent-des-Autels est une localité située au nord des Mauges, au centre du triangle Cholet-Angers-Nantes. Elle est plus fortement soumise à l'influence de Nantes distante d'une trentaine de kilomètres qu'à celle d'Angers, distante de plus de soixante kilomètres.
Située dans le canton de La Pommeraye, à l'extrême sud-ouest du département de Maine-et-Loire, elle est au carrefour de plusieurs axes importants de circulation :
- axe sud-ouest / nord-ouest assurant la liaison entre le Clissonnais et le Pays d'Ancenis et le Segréen,
- axe est / ouest permettant le désenclavement du nord des Mauges vers le sud de l'agglomération nantaise avec cinq routes départementales : RD 763 (Ancenis / La Roche-sur-Yon), RD 23 (en direction de Landemont / Nantes), RD 17 (Champtoceaux / Montrevault), RD 154 (en direction de Saint-Christophe-la-Couperie), RD 80 (en direction du Puiset-Doré / Le Fief-Sauvin).

Voici comment Auguste Guinhut, prêtre à Saint-Laurent-des-Autels vers 1925, décrivait son petit village :
« C'est un haut plateau de 93 à 98 mètres d'altitude au sud et au centre, incliné vers le nord où il n'atteint plus que 86 et 89 mètres. Son aspect est celui du reste des Mauges : aucune plaine, des champs tantôt plats, tantôt arrondis qui s'étagent en pente douce et qu'entoure une ceinture de haies vives et de chênes.
Les bois du Mésangeau, les forêts du Parc et de la Foucaudière, le bois du Ponceau constituent un cadre de verdure qui voile l'horizon et emprisonne le regard. Seule une légère dépression de terrain laisse apercevoir, au nord dans un massif d'arbres, entre Liré et Drain, le château de la Turmelière dont le nom rappelle Joachim du Bellay.
En présence de ce paysage fermé, nul ne se douterait qu'à quelques kilomètres, la Loire roule ses eaux limpides au milieu de ses vertes prairies avec ses îles ornées de gigantesques massifs de peupliers au feuillage toujours en mouvement ».

## Toponymie et héraldique

### Héraldique
| Blason de Saint-Laurent-des-Autels | Blason  | Parti d'azur et d'or, à la filière de l'un en l'autre : le 1er chargé d'une tête de vache contournée de sable, allumée d'or, en chef et d'une grappe de raisin de pourpre feuillée de sinople en pointe, le 2e chargé en chef d'un escarpin de femme de sable en chef et d'une « brique » (?) de gueules, ombrée du champ, posée en perspective en cœur ; à la flamme de gueules brochant en pointe. |
| Blason de Saint-Laurent-des-Autels | Détails | Le statut officiel du blason reste à déterminer. |

## Histoire
On trouve le nom latin de Saint-Laurent-des-Autels (Ecclesia Sancti Laurentii de Altaribus) dans des documents qui remontent aux années 1100-1120 et, en 1538, Saint-Laurent-des-Aultiers. Le nom « des Aultiers » ou « des Autels » indique une chapelle inférieure, une succursale dépendant d'une paroisse-mère.
En effet, Saint-Laurent-des-Autels était, à l'origine, une « fillette » ou annexe de la paroisse de Drain, sa voisine. Elle avait son territoire délimité qui était probablement celui d'aujourd'hui, son église, son cimetière, son desservant qui était un vicaire du curé de Drain. Comme Drain, Saint-Laurent-des-Autels dépendait, du point de vue religieux, de l'évêque de Nantes et du doyenné de Clisson ; du point de vue civil, de la sénéchaussée d'Angers et du grenier à sel de Saint-Florent-le-Vieil. Elle était, suivant la pittoresque remarque des gens du pays, « du diable d'Anjou et du bon Dieu de Bretagne ».
La commune a également payé un lourd tribut à l'Histoire : à la Révolution, comme toutes les communes avoisinantes, Saint-Laurent-des-Autels fut visitée par l'une des colonnes infernales, la neuvième, conduite par Cordelier (les 16 et 17 mars 1794). Les soldats se répandirent dans le bourg, incendiant l'église et la plupart des maisons, puis dans les fermes, qu'ils brûlèrent et dont ils massacrèrent les habitants. Il y eut 230 victimes : 71 enfants, 66 femmes et 93 hommes. En 1878, sur l'une de ces fosses, on a construit la chapelle des Martyrs qui a été bénie le 2 juin 1879 par monseigneur Freppel, évêque d'Angers.
En 2014, un projet de fusion de l'ensemble des communes de l'intercommunalité au sein d'une commune nouvelle se dessine. L'ensemble des conseils municipaux se sont prononcés favorablement au projet de cette nouvelle entité entre le 1er et le 8 juillet 2015, laquelle qui fut baptisée Orée d'Anjou.

## Politique et administration

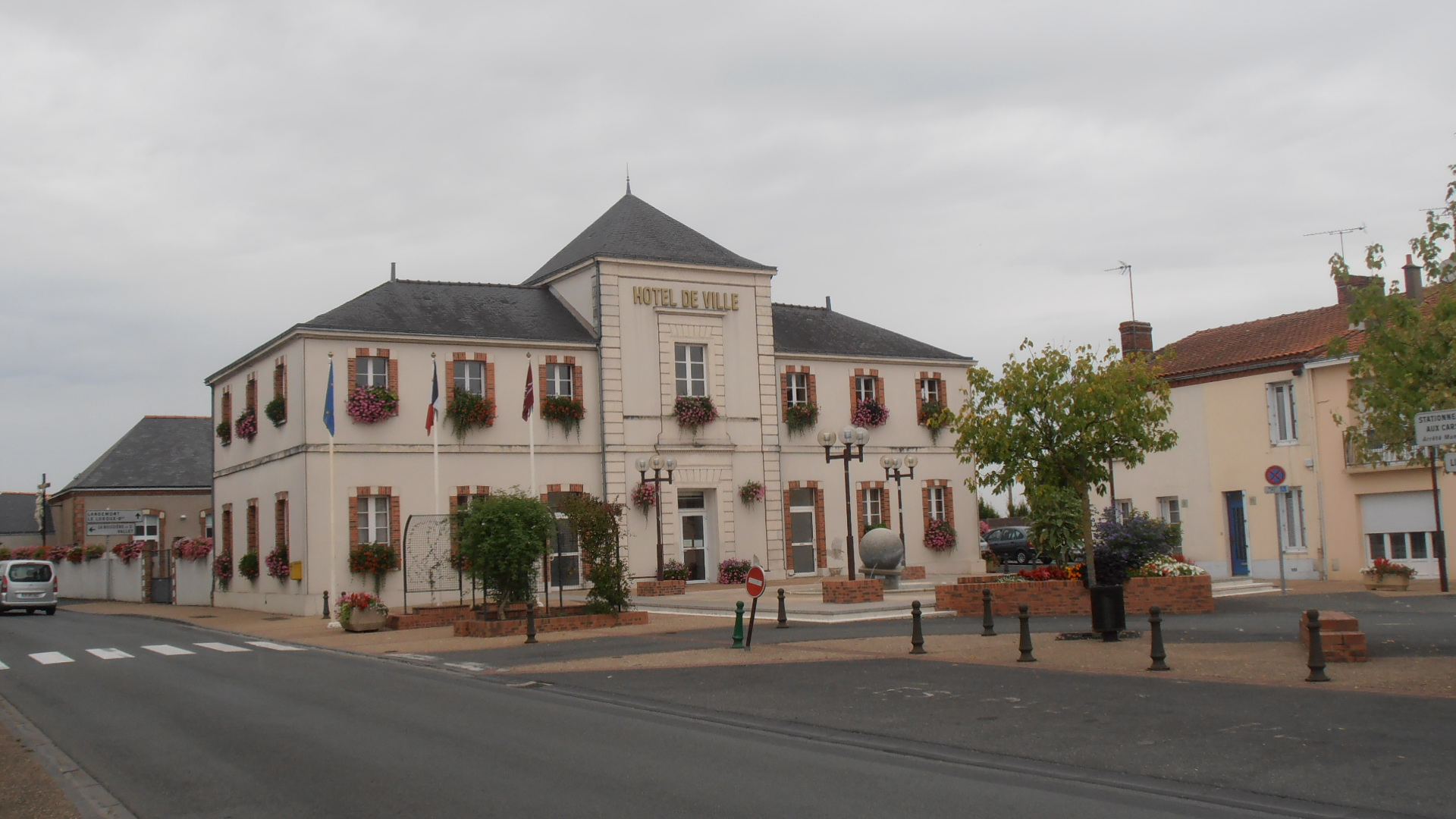
La mairie.

### Administration municipale

#### Administration actuelle
Depuis le 15 décembre 2015, Saint-Laurent-des-Autels constitue une commune déléguée au sein de la commune nouvelle de Orée d'Anjou et dispose d'un maire délégué.
| Période                                  | Période  | Identité        | Étiquette | Qualité |
| ---------------------------------------- | -------- | --------------- | --------- | ------- |
| 15 décembre 2015                         | mai 2020 | Magalie Parain  |           |         |
| mai 2020                                 | En cours | Fabien Boudaud, |           |         |
| Les données manquantes sont à compléter. |          |                 |           |         |

#### Administration ancienne
| Période                                  | Période        | Identité            | Étiquette             | Qualité |
| ---------------------------------------- | -------------- | ------------------- | --------------------- | --- |
| Les données manquantes sont à compléter. |                |                     |                       | |
| 1944                                     | mars 1971      | Eugène Boiziau      |                       | Maire honoraire |
| mars 1971                                | mars 1983      | Henri Gallard       |                       | |
| mars 1983                                | mars 1989      | Eugène Bouchereau   |                       | Éleveur laitier |
| mars 1989                                | mars 2008      | Roger Chevalier     | DVD puis UDF puis DVD | Ingénieur de la formation professionnelle Conseiller général de Champtoceaux (1994 → 2013) Vice-président du conseil général de Maine-et-Loire |
| mars 2008                                | mars 2014      | Alain Gibouin,      | SE                    | Retraité |
| mars 2014                                | mai 2014       | Délégation spéciale |                       | Intérim par trois délégués |
| mai 2014                                 | septembre 2015 | Alain Gibouin,      | SE                    | Retraité |
| septembre 2015                           | décembre 2015  | Magalie Parain      | SE                    | Contrôleur des finances |

Lors des élections municipales de 2014, l’unique liste en lice à Saint-Laurent-des-Autels ne recueille le 23 mars que 414 voix sur 1 510 inscrits. Cinq jours après, le nouveau conseil municipal démissionne, et le maire sortant Alain Gibouin ne se représente pas. La préfecture nomme alors trois délégués spéciaux dans l’attente de nouvelles élections,. Un nouveau conseil municipal est élu le 18 mai 2014, et Alain Gibouin est à nouveau élu maire. L'année suivante, le 4 septembre 2015, Alain Gibouin démissionne et Magalie Parain lui succède.

### Ancienne situation administrative
La commune était membre en 2015 de la communauté de communes du canton de Champtoceaux, elle-même membre du syndicat mixte Pays des Mauges. La création de la commune nouvelle d'Orée d'Anjou entraîne sa suppression à la date du 15 décembre 2015, avec transfert de ses compétences à la commune nouvelle.
Jusqu'en 2014 Saint-Laurent-des-Autels fait partie du canton de Champtoceaux et de l'arrondissement de Cholet. Le canton compte alors les neuf mêmes communes que celles intégrées dans l'intercommunalité. C'est l'un des quarante-et-un cantons que compte le département ; circonscriptions électorales servant à l'élection des conseillers généraux, membres du conseil général du département. Dans le cadre de la réforme territoriale, un nouveau découpage territorial pour le département de Maine-et-Loire est défini par le décret du 26 février 2014. Le canton de Champtoceaux disparait et la commune est rattachée au canton de La Pommeraye, avec une entrée en vigueur au renouvellement des assemblées départementales de 2015.

## Population et société

### Évolution démographique
L'évolution du nombre d'habitants est connue à travers les recensements de la population effectués dans la commune depuis 1793. À partir du 1er janvier 2009, les populations légales des communes sont publiées annuellement dans le cadre d'un recensement qui repose désormais sur une collecte d'information annuelle, concernant successivement tous les territoires communaux au cours d'une période de cinq ans. 
Pour les communes de moins de 10 000 habitants, une enquête de recensement portant sur toute la population est réalisée tous les cinq ans, les populations légales des années intermédiaires étant quant à elles estimées par interpolation ou extrapolation. Pour la commune, le premier recensement exhaustif entrant dans le cadre du nouveau dispositif a été réalisé en 2006,.
En 2013, la commune comptait 2 286 habitants, en évolution de +10,49 % par rapport à 2008 (Maine-et-Loire : +3,3 %, France hors Mayotte : +2,49 %).
| 1793  | 1800 | 1806 | 1821  | 1831  | 1836  | 1841  | 1846  | 1851  |
| ----- | ---- | ---- | ----- | ----- | ----- | ----- | ----- | ----- |
| 1 139 | 837  | 841  | 1 144 | 1 154 | 1 246 | 1 290 | 1 364 | 1 416 |

| 1856  | 1861  | 1866  | 1872  | 1876  | 1881  | 1886  | 1891  | 1896  |
| ----- | ----- | ----- | ----- | ----- | ----- | ----- | ----- | ----- |
| 1 416 | 1 431 | 1 487 | 1 534 | 1 530 | 1 512 | 1 517 | 1 445 | 1 360 |

| 1901  | 1906  | 1911  | 1921  | 1926  | 1931  | 1936  | 1946  | 1954  |
| ----- | ----- | ----- | ----- | ----- | ----- | ----- | ----- | ----- |
| 1 317 | 1 242 | 1 225 | 1 068 | 1 070 | 1 066 | 1 030 | 1 030 | 1 020 |

| 1962  | 1968  | 1975  | 1982  | 1990  | 1999  | 2006  | 2011  | 2013  |
| ----- | ----- | ----- | ----- | ----- | ----- | ----- | ----- | ----- |
| 1 062 | 1 136 | 1 210 | 1 319 | 1 510 | 1 496 | 1 909 | 2 194 | 2 286 |

### Pyramide des âges
La population de la commune est relativement jeune. Le taux de personnes d'un âge supérieur à 60 ans (18,6 %) est en effet inférieur au taux national (21,8 %) et au taux départemental (21,4 %).
Contrairement aux répartitions nationale et départementale, la population masculine de la commune est supérieure à la population féminine (50,6 % contre 48,7 % au niveau national et 48,9 % au niveau départemental).
La répartition de la population de la commune par tranches d'âge est, en 2008, la suivante :
- 50,6 % d’hommes (0 à 14 ans = 23,3 %, 15 à 29 ans = 17,7 %, 30 à 44 ans = 24,7 %, 45 à 59 ans = 18,5 %, plus de 60 ans = 15,8 %) ;
- 49,4 % de femmes (0 à 14 ans = 23,3 %, 15 à 29 ans = 17 %, 30 à 44 ans = 21,6 %, 45 à 59 ans = 16,5 %, plus de 60 ans = 21,5 %).

| Hommes | Classe d’âge | Femmes |
| ------ | ------------ | ------ |
| 0,1    | 90 ans ou +  | 2,1    |
| 6,3    | 75 à 89 ans  | 8,4    |
| 9,4    | 60 à 74 ans  | 11,0   |
| 18,5   | 45 à 59 ans  | 16,5   |
| 24,7   | 30 à 44 ans  | 21,6   |
| 17,7   | 15 à 29 ans  | 17,0   |
| 23,3   | 0 à 14 ans   | 23,3   |

| Hommes | Classe d’âge | Femmes |
| ------ | ------------ | ------ |
| 0,4    | 90 ans ou +  | 1,1    |
| 6,3    | 75 à 89 ans  | 9,5    |
| 12,1   | 60 à 74 ans  | 13,1   |
| 20,0   | 45 à 59 ans  | 19,4   |
| 20,3   | 30 à 44 ans  | 19,3   |
| 20,2   | 15 à 29 ans  | 18,9   |
| 20,7   | 0 à 14 ans   | 18,7   |

## Économie
Sur 150 établissements présents sur la commune à fin 2010, 30 % relevaient du secteur de l'agriculture (pour une moyenne de 17 % sur le département), 6 % du secteur de l'industrie, 8 % du secteur de la construction, 47 % de celui du commerce et des services et 9 % du secteur de l'administration et de la santé.

## Lieux et monuments

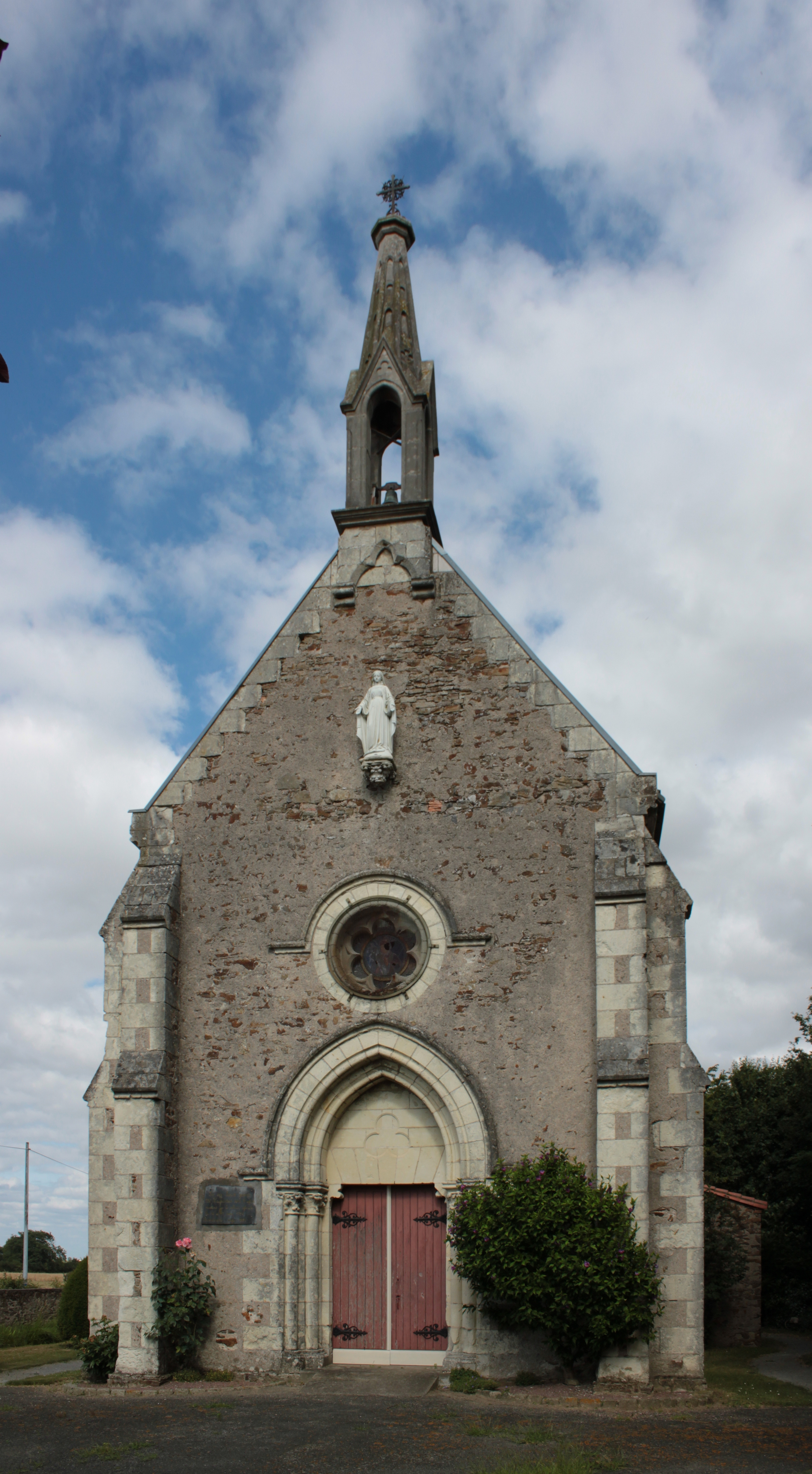
La chapelle des Martyrs.

Au cœur de Saint-Laurent-des-Autels, existe le lieu-dit le Moulin de la croix, lieu-dit où est présent la chapelle des Martyrs. Il existait six moulins sur cette commune mais un seul est resté sur pied. Il date du XVIIIe siècle et est situé à 50 mètres de la chapelle des Martyrs. Il appartient à la famille Godin, meunier de père en fils. Ce moulin avait un rôle  puisque la disposition des ailes permettaient d'avertir la population de dangers ou d'heureux événements comme les mariages.
La ville compte également des demeures de caractère comme le château du Ponceau datant du XVIe siècle, l'actuel presbytère et sa jumelle le Griffon datant du XIXe siècle, ainsi que l'Hôtel de ville, et le château de la Foucaudière datant du XIXe siècle.
Le chêne à six troncs de la forêt de la Foucaudière.
On trouve également le parc animalier Natural' Parc.
Une flamme de la Poste des années 1990 au nom de la localité représentait le bourg avec son église et comportait deux sous-titres : Accueil-détente et Plan d'eau-pique-nique.

## Personnalités liées à la commune
- Jean-Baptiste Terrien (1832-1903), jésuite, né à Saint-Laurent-des-Autels[28].